# Nichirenismus
Nichirenismus (jap. 日蓮主義, Nichirenshugi) ist ein Begriff, der eine nationalistische Auslegung und Interpretation der Lehren des Nichiren-Buddhismus umschreibt. Die bekanntesten Vertreter dieser Lesart der Lehren des Nichiren sind hierbei Tanaka Chigaku der seinerseits die nationalistisch geprägte Kokuchūkai gründete, der nachgesagt wird, im Hinblick auf Struktur und Verbreitungsmethoden Einfluss auf spätere, auf den Lehren des Nichiren basierende, japanische neue Religionen, wie beispielsweise der Sōka Gakkai, gehabt zu haben.
Ein weiterer Vertreter des Nichirenismus ist Inoue Nisshō dessen Lehren für einen radikalen Nationalismus stehen.

## Bibliographie
- Gerald Iguchi, Nichirenism as Modernism: Imperialism, Fascism, and Buddhism in Modern Japan (Ph.D. Dissertation), University of California, San Diego, 2006
- Yoshiro Tamura, Introduction to the Lotus Sutra, Wisdom Publications (15. Juli 15.2014), ISBN 978-1614290803